# 伊斯奇古安
伊斯奇古安（西班牙語：Ixchiguán），是危地馬拉的城鎮，位於該國西南部，由聖馬科斯省負責管轄，面積183平方公里，海拔高度3,185米，2002年人口20,324，人口密度每平方公里111.06人。